# ウクライナ系アメリカ人
ウクライナ系アメリカ人（Ukrainian Americans、ウクライナ語:Українці Америки、Українці у США）とは、ウクライナ人の祖先がいるアメリカ人を指す。アメリカ合衆国が2006年に実施した国勢調査によると、同国の総人口のうち、0.33%に当たる961113人がウクライナ系アメリカ人である。したがって、国内のウクライナ系の人口は旧ソ連地域を除けば、カナダに次いで2番目に多い。
2022年ロシアによるウクライナ侵攻が起き、
その2ヶ月後バイデン政権がウクライナ難民を10万人受け入れる方針を打ち出した。

2000年にアメリカ合衆国が行った国勢調査によると、ウクライナ系アメリカ人が最も多い都市圏はニューヨーク（160000人）、フィラデルフィア（60000人）、シカゴ（46000人）、ロサンゼルス（34000人）、デトロイト（33000人）、クリーブランド（26000人）、インディアナポリス（19000人）であった。。

## 歴史

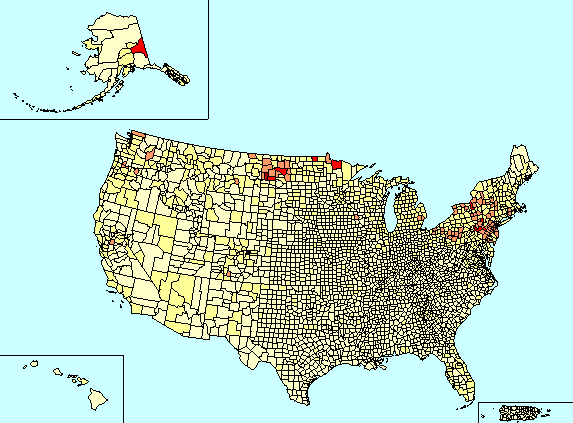
ウクライナ系アメリカ人の人口分布地図（2000年アメリカ合衆国調べ）

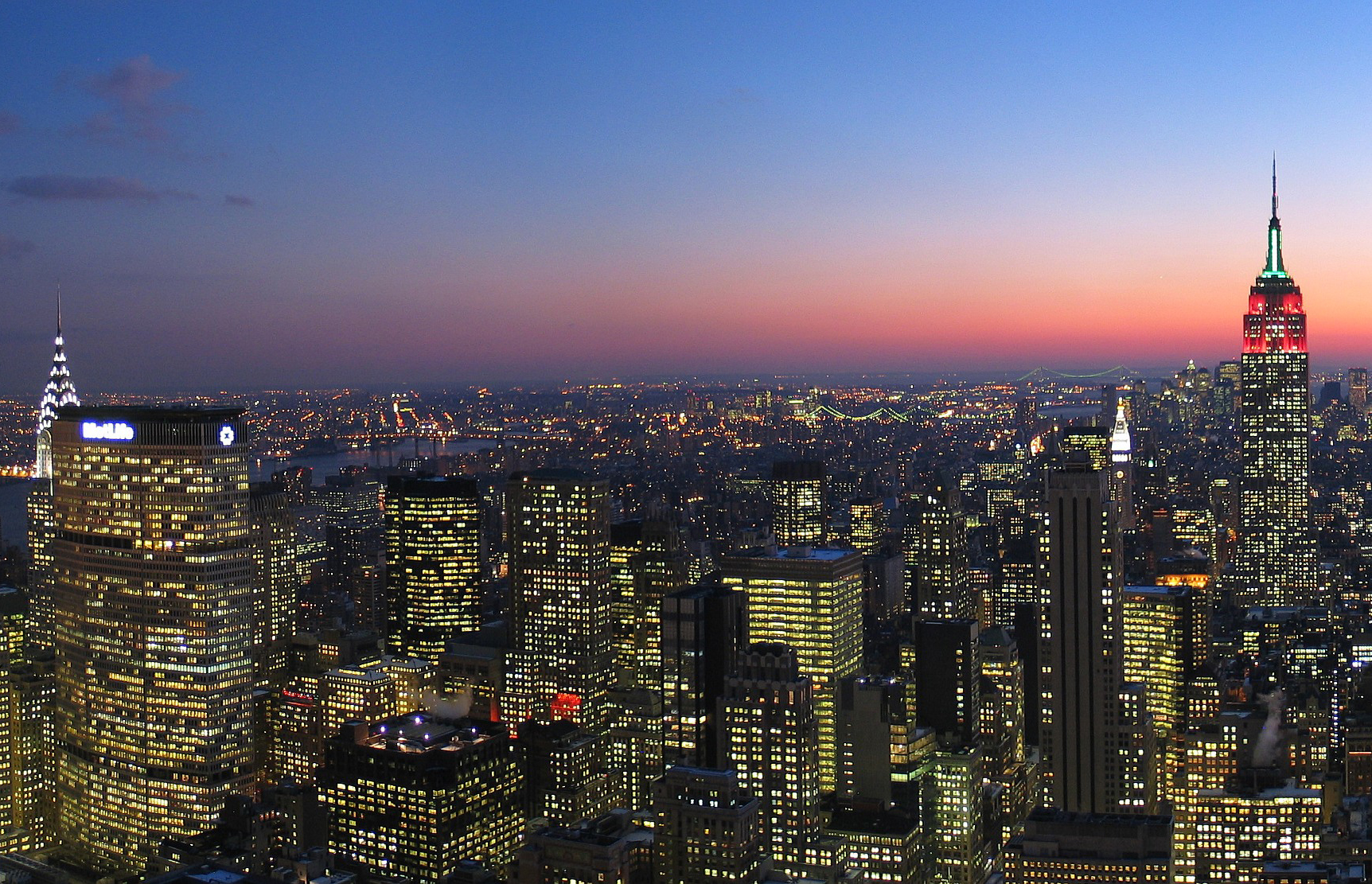
ウクライナ系アメリカ人が最も多く住むニューヨーク都市圏

アメリカへ渡った最初のウクライナ人であるイヴァン・ボーダンは、1608年ジョン・スミスと共にジェームズタウン植民地へと出航。その途上スミスはトルコ人の捕虜となるも、ウクライナやルーマニア、ハンガリーなどに逃避し、難を逃れることとなる。
しかしながら、アメリカ合衆国への大規模な移住は、1880年代に入ってからであった。ソビエト連邦の崩壊の後、1990年代初頭にもユダヤ人やプロテスタントを中心に、大挙して合衆国内に渡ってゆく。大都市に移住するケースが多く、少数民族集団を形成。加えて、ウクライナ系が多いカナダを経由して入国したウクライナ系アメリカ人は多い。

## 人口分布
2000年にアメリカ合衆国が実施した国勢調査によると、ウクライナ人の血を全てか一部受け継ぐアメリカ人は892922人いるという。ニューヨーク都市圏には国内最大のウクライナ人地区があり、合法的な永住者も最も多い。
ウクライナ系人口が最も多い州は以下の通り。
| ニューヨーク州     | 148700 |
| ペンシルベニア州   | 122291 |
| カリフォルニア州   | 83125  |
| ニュージャージー州 | 73809  |
| オハイオ州         | 48908  |
| イリノイ州         | 47623  |

なお、ウクライナ出身者の総数は275155人の住民より多い。

### ウクライナ系人口の割合が最多の自治体
ウクライナ系アメリカ人の割合が最多の自治体上位20ヶ所は以下の通り。
1. ペンシルベニア州カス郡区 14.30%
2. ノースダコタ州ベルフィールド 13.60%
3. ペンシルベニア州ギューリッチ郡区 12.70%
4. ペンシルベニア州ギルバートン 12.40%
5. ノースダコタ州ウィルトン 10.30%
6. ニューヨーク州ランバーランド 9.90%
7. ペンシルベニア州セントクレア 8.80%
8. ワシントン州ソープレイク 8.10%
9. ペンシルベニア州フラックヴィル 7.60%
10. ペンシルベニア州オリファントおよび同州ノルウェージャン郡区 7.00%
11. ペンシルベニア州ハウツデール 6.90%
12. ペンシルベニア州ハーモニー郡区およびニューヨーク州カーホンクソン 6.70%
13. ペンシルベニア州ベイデンおよびペンシルベニア州マカドゥー 5.90%
14. ペンシルベニア州ブランチ郡区およびアイオワ州ポストヴィル 5.70%
15. ペンシルベニア州ウッドワード郡区および同州ノーサンプトン 5.60%
16. ニューヨーク州ウォーレンおよびオハイオ州インディペンデンス 5.50%
17. ペンシルベニア州ウェストリーチバーグ 5.40%
18. ペンシルベニア州アンブリッジ、同州マウントカーメル郡区およびオハイオ州パーマ 5.30%
19. ペンシルベニア州フォードシティ 5.20%
20. ペンシルベニア州ビグラー郡区および同州クライン郡区 5.10%
21. オハイオ州メイフィールドハイツ 3.4%

### ウクライナ生まれの住民の割合が最多の自治体
ウクライナ生まれの住民の割合が最多の自治体上位20ヶ所は以下の通り。
1. アラスカ州デルタジャンクション 16.4%
2. アラスカ州デルターナ 8.4%
3. カリフォルニア州ウェストハリウッド 7.8%
4. ニューヨーク州ランバーランド 6.3%
5. ワシントン州モーセスレイクノース 6.0%
6. ワシントン州ソープレイク 6.0%
7. アイオワ州ポストヴィル 5.9%
8. ニューヨーク州ウェブスター 4.8%
9. ワシントン州ピースフルバレー 4.8%
10. メリーランド州パイクスヴィル 4.5%
11. ニューヨーク州カーホンクソン 3.9%
12. カリフォルニア州ノースハイランズ 3.6%
13. カリフォルニア州ランチョコルドヴァ 3.3%
14. ペンシルベニア州フライングヒルズ 3.2%
15. ネブラスカ州ウェイヴァリー 3.2%
16. ニュージャージー州フェアローン 3.1%
17. イリノイ州バッファローグローブ 2.8%
18. ペンシルベニア州フィースターヴィルトレヴォース 2.6%
19. ニューヨーク州スモールウッド 2.5%
20. ニューヨーク州ソルヴェイ 2.5%